# Brook Kerr
Brook Kerr (née le 21 novembre 1973 à Indianapolis, aux États-Unis) est une actrice américaine. Elle est surtout connue pour son rôle de Whitney Russell dans la série américaine Passions. Elle a également interprété le personnage de Tara Thornton dans le pilote non diffusé de la série américaine True Blood, avant d'être remplacée par Rutina Wesley.

## Biographie
Brook Kerr est la mère de l'acteur Chris Warren Jr., qui a joué dans les films High School Musical.

## Filmographie

### Télévision
- 2013 : Un million de raisons (This Magic Moment) : Gina Verano
- 2010 : NCIS : Los Angeles (épisode Fame) : Sapphire
- 2009 : La Jeune fille aux fleurs (Flower Girl) (téléfilm) : Brooke Harper
- 2008 : True Blood (épisode pilote, Amour interdit, version non diffusée) : Tara Thornton
- 2008 : Les Experts : Miami (épisode You May Now Kill the Bride) : Lexa Knowles
- 2007 : Cane (épisode The Perfect Son et Time Away) : Denise
- 1999 - 2007 : Passions : Whitney Russell